# 天主教瓦杜加古總教區
天主教瓦杜加古總教區（拉丁語：Archidioecesis Uagaduguensis）是布基納法索一個羅馬天主教教省總教區，下轄三個教區。是該國三個總教區之一。
同名宗座代牧區成立於1921年7月2日，1955年9月14日升為總教區。
總教區位於首都瓦杜加古。2004年有教友442,162人（佔轄區總人口22.7%）、十七個堂區、六十四名司鐸。現任教區總主教為斐理伯·歐德拉戈樞機、輔理主教為利博·歐德拉戈。